# Папрат (дем Кукуш)
Папрат (на гръцки: Ποντοκερασιά, Пондокерасия, до 1927 година Παπράτ, Папрат) е село в Егейска Македония, Гърция, дем Кукуш (Килкис) на административна област Централна Македония. Папрат има население от 146 души (2001).

## География
Селото е разположено в планината Карадаг (Мавровуни), североизточно от град Кукуш (Килкис).

## История

### В Османската империя
През XIX век Папрат е турско село в казата Аврет Хисар (Кукуш) на Османската империя. В „Етнография на вилаетите Адрианопол, Монастир и Салоника“, издадена в Константинопол в 1878 година и отразяваща статистиката на населението от 1873 година, Папрат (Paprat) е посочено като селище в каза Аврет Хисар (Кукуш) с 80 домакинства, като жителите му са 253 мюсюлмани. Според статистиката на Васил Кънчов („Македония. Етнография и статистика“) в 1900 година селото има 710 жители, всички турци.

### В Гърция
След Междусъюзническата война селото попада в Гърция. В 1926 година името на селото е променено на Пондокерасия, но официално промяната влиза в регистрите в следващата 1927 година. В 1928 година селото е изцяло бежанско със 104 семейства и 348 жители бежанци.
| Име               | Име                 | Ново име       | Ново име       | Описание                                                                      |
| ----------------- | ------------------- | -------------- | -------------- | ----------------------------------------------------------------------------- |
| Боаз              | Μπαζί               | Палео Рема     | Παλιό-Ρέμα     | гора на СЗ от Папрат                                                          |
| Коптор            | Κόπτωρ              | Кофтеро        | Κοφτερό        | връх на З от Папрат и на ЮИ от Лелово (665 m)                                 |
| Голем Пелит       | Μεγάλο Πελίτ        | Мегали Дрис    | Μεγάλη Δρύς    | връх на З от Папрат и на ЮИ от Лелово                                         |
| Каялик            | Κογιαλίκ            | Еримо          | Έρημο          | възвишение на З от Папрат                                                     |
| Сапанджали        | Σαπαντζαλή          | Алетри         | Άλέτρι         | възвишение на ЮИ от Папрат (498,7 m)                                          |
| Папрат            | Παπράτ              | Фтерорема      | Φτερόρεμα      | река на ЮИ от Папрат                                                          |
| Хамзали           | Χαμζαλή             | Кондорема      | Κοντόρεμα      | река, извираща от гората Хамзали и минаваща през село Хамзали на СИ от Папрат |
| Хаджи Челер       | Χατζή Τσελέρ        | Халасмата      | Χαλάσματα      | бивше село на И от Папрат                                                     |
| Хаджи Деделер     | Χατζή Ντεντελέρ     | Ерепия Агион   | Έρείπια Άγίων  | бивше село на И от Папрат                                                     |
| Йовакова воденица | Μύλου Γιοβάκ        | Палеос Милос   | Παλαιός Μύλος  |                                                                               |
| Хамзалски гробища | Νεκροταφείο Χαμζαλή | Хамила Мнимата | Χαμηλά Μνήματα | гробищата на Хамзали на СИ от Папрат                                          |